# Jaak
Jaak, Kurzform von Jakob, ist ein estnischer männlicher Vorname. Jaak kommt außer im estnischen Sprachraum u. a. auch in Belgien vor. Der Name wurde in Belgien in den letzten 10 Jahren rund 40 Mal als Erstname vergeben. In Deutschland und Schottland ist er hingegen selten gebräuchlich.

## Namensträger

### Vorname
- Jaak Aab (* 1960), estnischer Politiker
- Jaak Aaviksoo (* 1954), estnischer Politiker
- Jaak Allik (* 1946), estnischer Politiker, Publizist und Theaterregisseur
- Jaak Gabriëls (1943–2024), belgischer Politiker
- Jaak-Heinrich Jagor (* 1990), estnischer Hürdenläufer
- Jaak Järv (1852–1920), estnischer Schriftsteller
- Jaak Jõerüüt (* 1947), estnischer Schriftsteller
- Jaak Kangilaski (1939–2022), estnischer Kunsthistoriker
- Jaak Leimann (* 1941), estnischer Wirtschaftsexperte und Politiker, drei Mal Wirtschaftsminister Estlands
- Jaak Nikolaas Lemmens (1823–1881), belgischer Organist und Komponist
- Jaak Lipso (1940–2023), estnischer Basketballspieler im Team der Sowjetunion
- Jaak Madison (* 1991), estnischer Politiker, Europa-Abgeordneter
- Jaak Mae (* 1972), estnischer Skilangläufer
- Jaak Nuuter (1945–1995), estnischer Badmintonspieler
- Jaak Panksepp (1943–2017), estnisch-US-amerikanischer Psychologe und Hochschullehrer
- Jaak Peetre (1935–2019), schwedischer Mathematiker
- Jaak Põldmäe (1942–1979), estnischer Literaturwissenschaftler
- Jaak Reichmann (1874–1945), estnischer Richter und Politiker
- Jaak Sooäär (* 1972), estnischer Jazzgitarrist
- Jaak Tamm (1950–1999), estnischer Politiker
- Jaak Urmet (* 1979), estnischer Schriftsteller, Kritiker und Kinderbuchautor
- Jaak Uudmäe (* 1954), estnischer Dreispringer, der für die Sowjetunion antrat
- Jaak Joonas Uudmäe (* 1994), estnischer Leichtathlet (Dreisprung)
- Jaak Vandemeulebroucke (* 1943), belgischer Politiker

Zwischenname
- Kristian Jaak Peterson (1801–1822), estnischer Dichter

### Künstlername
- Tiibuse Jaak (August Kitzberg; 1855–1927), estnischer Schriftsteller